# Léonore Perrus
Léonore Perrus (París, 22 de abril de 1984) es una deportista francesa que compitió en esgrima, especialista en la modalidad de sable.
Ganó cinco medallas en el Campeonato Mundial de Esgrima entre los años 2004 y 2010, y cuatro medallas en el Campeonato Europeo de Esgrima entre los años 2003 y 2007.
Participó en tres Juegos Olímpicos de Verano, entre los años 2004 y 2012, ocupando el cuarto lugar en Pekín 2008, en el torneo por equipos, y el sexto en Atenas 2004, en la prueba individual.

## Palmarés internacional
| Campeonato Mundial | Campeonato Mundial          | Campeonato Mundial | Campeonato Mundial |
| Año                | Lugar                       | Medalla            | Prueba             |
| ------------------ | --------------------------- | ------------------ | ------------------ |
| 2004               | Nueva York (Estados Unidos) | Medalla de bronce  | Sable por equipos  |
| 2006               | Turín (Italia)              | Medalla de oro     | Sable por equipos  |
| 2007               | San Petersburgo (Rusia)     | Medalla de oro     | Sable por equipos  |
| 2009               | Antalya (Turquía)           | Medalla de plata   | Sable por equipos  |
| 2010               | París (Francia)             | Medalla de bronce  | Sable por equipos  |
| Campeonato Europeo |                             |                    |                    |
| Año                | Lugar                       | Medalla            | Prueba             |
| 2003               | Bourges (Francia)           | Medalla de plata   | Sable por equipos  |
| 2005               | Zalaegerszeg (Hungría)      | Medalla de oro     | Sable por equipos  |
| 2006               | Esmirna (Turquía)           | Medalla de bronce  | Sable por equipos  |
| 2007               | Gante (Bélgica)             | Medalla de oro     | Sable por equipos  |